# Edmund Brüning

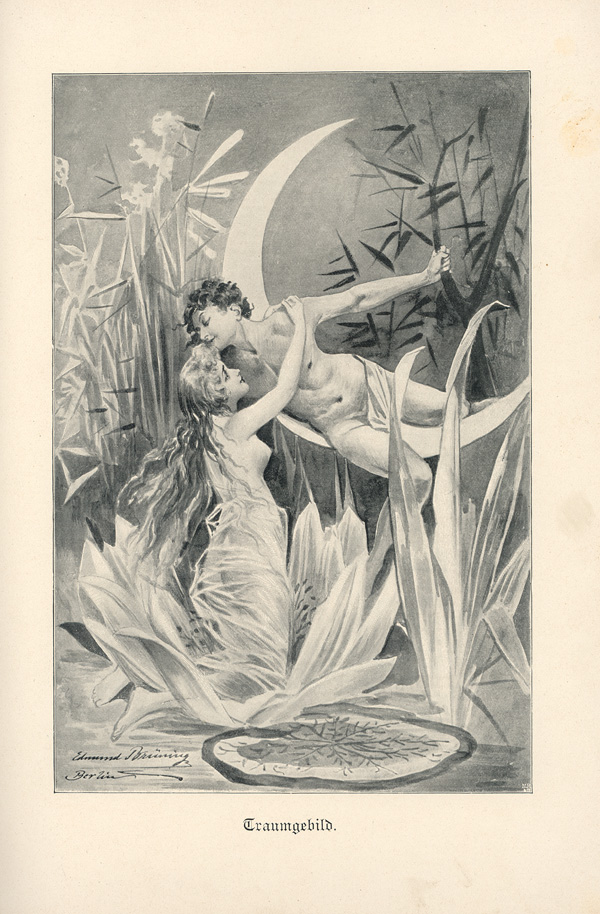
Brüning, Illustration zu Heines „Buch der Lieder“

Edmund Brüning (* 21. Dezember 1865 in Rapen, Kreis Recklinghausen; † 15. November 1910 in Schöneberg) war ein deutscher Illustrator und Maler.

## Leben
Brüning studierte in den Jahren 1883 bis 1891 an der Kunstakademie Düsseldorf. Dort waren Hugo Crola, Heinrich Lauenstein und vor allem Peter Janssen der Ältere seine Lehrer. Sie bildeten ihn zu einem Historienmaler aus. In seinem späteren Berufsleben, das er in Berlin verbrachte, war er Porträt- und Genremaler. Außerdem illustrierte er literarische Werke der Klassik und des 19. Jahrhunderts, darunter Goethes Faust I, Adelbert von Chamisso, Karl Gutzkow, Heinrich Heine, Theodor Körner, Friedrich Rückert und Grillparzers Meisterwerke.